# 利芒
利芒（法語：Limans）是法国上普罗旺斯阿尔卑斯省的一个市镇，位于该省西部偏南，属于福卡尔基耶区。该市镇2009年时的人口为369人。

## 交通
上普罗旺斯阿尔卑斯省省道D13线、D112线和D950线在利芒交汇。

## 人口
利芒人口变化图示
| 数据来源：INSEE |